# Антонова, Лидия Николаевна
Лидия Николаевна Анто́нова (род. 15 мая 1950, Красково, Московская область) — российский государственный и политический деятель. Секретарь Московского областного регионального отделения партии «Единая Россия». Действительный член Российской академии образования, профессор, член Президиума Российской Академии образования, доктор педагогических наук. С 18 сентября 2016 года депутат Государственной Думы VII созыва, член фракции «Единая Россия». Член Комитета Государственной Думы по образованию и науке.

## Биография

### Обучение
В 1973 году окончила Московский областной педагогический институт им. Н. К. Крупской (в настоящее время — Московский государственный областной университет) по специальности учитель английского языка.

### Трудовая деятельность
1967—1972 — лаборант, техник Всесоюзного электротехнического института им. В. И. Ленина
1972—1989 — воспитатель группы продлённого дня, учитель английского языка Малаховских средних школ № 49, № 46 Люберецкого района
1989—1991 — председатель Люберецкого городского комитета профсоюзов работников образования и науки
1991—1997 — заведующий гороно Люберецкого района, председатель Комитета по образованию администрации Люберецкого района
1997—1997 — главный специалист по международным связям Института повышения квалификации и переподготовки работников народного образования Московской области
1997—1998 — главный референт ЗАО «Витязь» г. Москвы
1998—2000 — генеральный директор Фонда «Центр международных академических и обменных программ», учредитель Департамента образования Московской области
2000—2012 — министр образования Правительства Московской области
С ноября 2012 — первый заместитель председателя Правительства Московской области.
C 9 октября 2014 года по 17 сентября 2016 — член Совета Федерации Федерального Собрания Российской Федерации от законодательного органа государственной власти Московской области. Постановлением Совета Федерации № 447-СФ от 28 сентября 2016 года с 18 сентября 2016 года досрочно прекращены полномочия Л. Н. Антоновой как члена Совета Федерации.
2016—2021 — депутат Государственной Думы Федерального Собрания Российской Федерации, член Комитета Государственной Думы по образованию и науке.
С 2021 — депутат Московской областной Думы VII созыва.

## Законотворческая деятельность
В течение исполнения полномочий депутата Государственной Думы, с 2016 по 2019 год, выступила соавтором 7 законодательных инициатив и поправок к проектам федеральных законов.

## Учёные степени и звания
- Доктор педагогических наук
- Действительный член (академик) Российской академии образования
- Член Президиума Российской Академии образования

## Награды и почётные звания
- Орден Почёта (2009)
- Орден Ивана Калиты
- Медаль «За безупречную службу»
- Знак «За заслуги перед Московской областью» II степени (19 мая 2015 года) — за заслуги в социально-экономическом развитии Московской области[4]
- Знак Губернатора Московской области «За полезное»
- Знак Губернатора Московской области «За труды и усердие»
- Орден святой равноапостольной княгини Ольги Русской православной церкви[5]
- Заслуженный учитель Российской Федерации (2003)
- Заслуженный работник образования Московской области
- Почётный гражданин Московской области (2016)[6]
- Знак преподобного Сергия Радонежского (2020)[7]
- Благодарность Правительства Российской Федерации (16 декабря 2019 года) — за большой вклад в развитие российского парламентаризма и активную законотворческую деятельность[8]
- Юбилейная медаль «МПА СНГ. 25 лет» (13 октября 2017 года) — за заслуги в деле развития и укрепления парламентаризма, за вклад в развитие и совершенствование правовых основ функционирования Содружества Независимых Государств, укрепление международных связей и межпарламентского сотрудничества[9]